# Liskowo, Hạt Świdwin
Liskowo [lisˈkɔvɔ] là một khu định cư ở khu hành chính của Gmina Rąbino, trong quận Świdwin, West Pomeranian Voivodeship, ở phía tây bắc Ba Lan.
Trước năm 1945, khu vực này là một phần của Đức. Đối với lịch sử của khu vực, xem Lịch sử của Pomerania.